# Dziewięćsił pospolity
Dziewięćsił pospolity (Carlina vulgaris L.) – gatunek rośliny z rodziny astrowatych.

## Morfologia

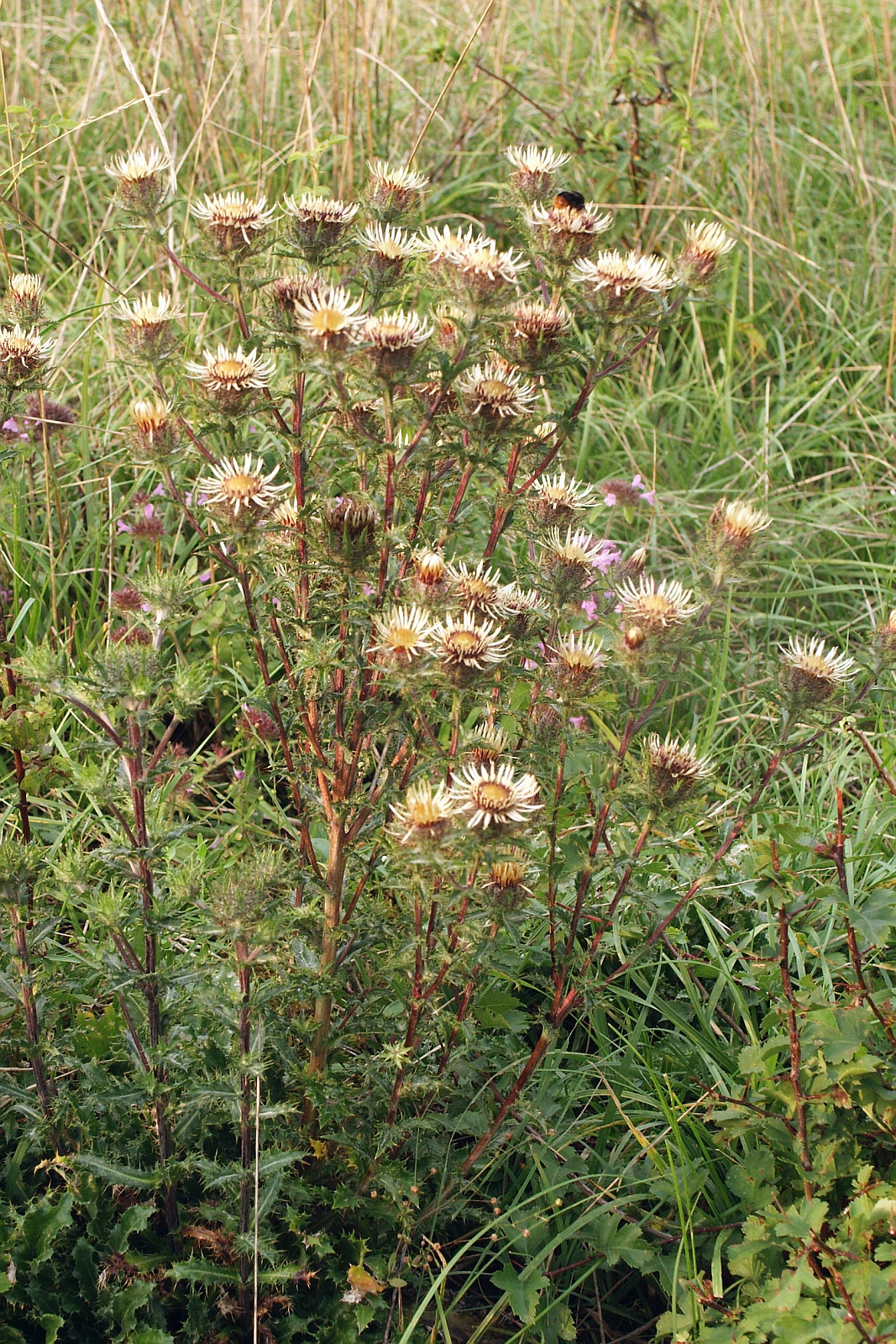
Pokrój

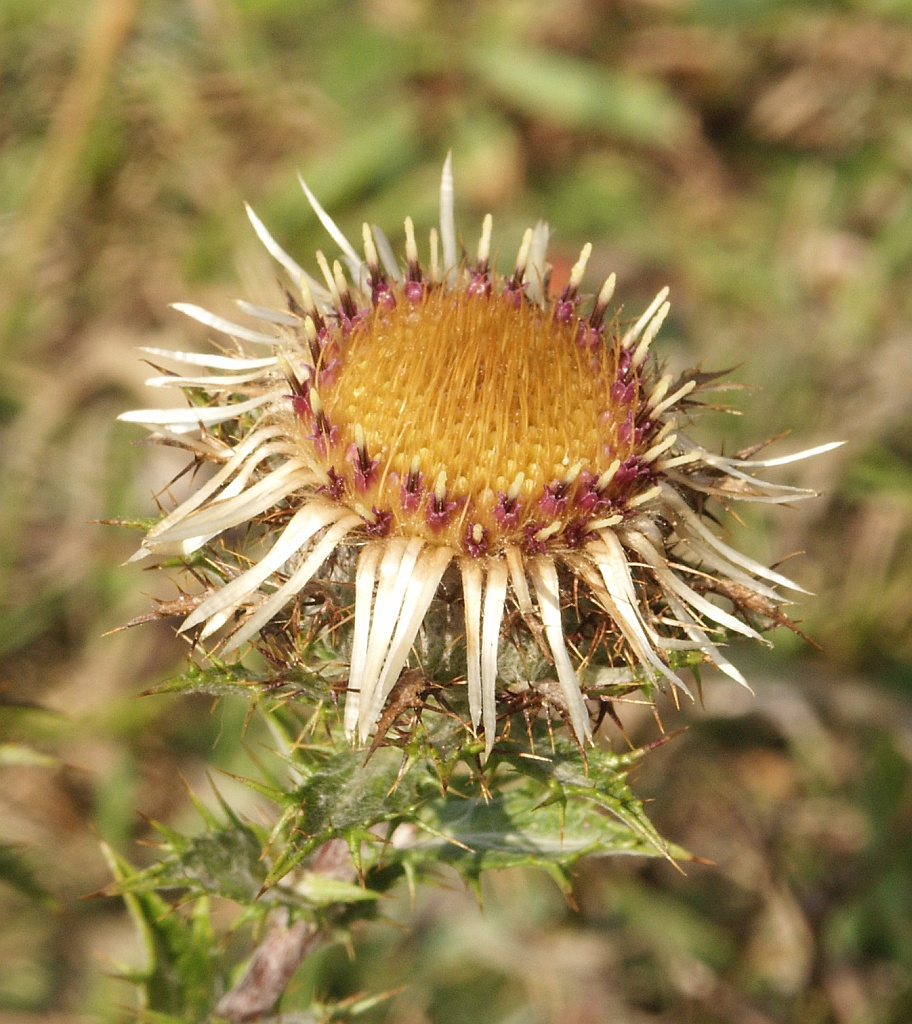
Kwiatostan

ŁodygaWysokości 10–80 cm, prosto wzniesiona, kanciasta, mocna, pojedyncza lub na szczycie rozgałęziona.
LiścieUłożone skrętolegle, pod spodem pajęczynowato owłosione, z czasem nagie. Liście odziomkowe podługowato lancetowate, zebrane w rozetę, o kolczastym, drobnoząbkowanym brzegu. Dolne liście łodygowe jajowato podługowate z sercowatą nasadą, obejmujące łodygę. Górne tworzą podsadki skupione pod koszyczkiem. Są one znacznie krótsze od promieni okrywy.
KwiatyZebrane w koszyczki osadzone pojedynczo na szczycie pędów, o średnicy 2-3 do 5 cm. Wewnętrzne łuski okrywy równowąskie, żółtawe, z rozgałęzionymi kolcami. Kwiaty obupłciowe, rurkowate, o pięcioząbkowej koronie, czerwonawej na szczycie.
OwoceNiełupka długości 2-4 mm, rdzawoczerwona, błyszcząca, owłosiona.

## Biologia i ekologia
Roślina dwuletnia. Kwitnie od lipca do września. Występuje na obszarach o klimacie suboceanicznym, od niżu po położenia górskie, do 700 m n.p.m. Rośnie na kamienistych i żwirowych glebach, płytkich, w części ilastych. Preferuje stanowiska nasłonecznione. Spotykany na łąkach świeżych, półsuchych murawach. W klasyfikacji zbiorowisk roślinnych gatunek charakterystyczny dla klasy (Cl.) Festuco-Brometea.